# Крекінг-установка в Дахедж (OPaL)
Крекінг-установка в Дахедж (OPaL) — підприємство нафтохімічної промисловості, розташоване на західному узбережжі Індії у штаті Гуджарат, за пів сотні кілометрів на північ від Сурата.
Введену в експлуатацію наприкінці 2016 року установку спорудила компанія ONGC Petro additions Ltd. (OPaL), спільне підприємство нафтогазової ONGC (26 %), газової GAIL (19 %), штату Гуджарат через Gujarat State Petroleum Corporation (5 %) та ряду фінансових інвесторів (ще 50 %). Підприємство розраховане на споживання змішаної сировини з переважанням газового бензину (naphta), проектна річна потреба в якому становить 1,5 млн тонн. Його постачання мають здійснювати заводи ONGC — нафтогазопереробний в Урані (штат Махараштра неподалік Мумбаї) та газопереробний в Хазірі (той самий штат Гуджарат неподалік Сурата). При цьому планувалось прокласти від останнього продуктопровід діаметром 300 мм, проте через протести власників земельних ділянок по маршруту майбутньої траси наразі даний проект реалізувати не вдалось.
Також установка потребує 0,9 млн тонн зріджених вуглеводневих газів на рік. Ще у 2008 році ONGC ввела у Дахеджі в експлуатацію фракціонатор, який виділяє етан-пропанову суміш з імпортованого природного газу, постаченого через термінал ЗПГ Дахедж. До запуску власного піролізного виробництва ця сировина спрямовувалась на розташовану все там же в Дахеджі крекінг-установку іншої індійської компанії Reliance Industries (RIL). Нарешті, піролізу можуть піддавати імпортовані зріджений нафтовий газ (пропан-бутанова фракція) та бутан.
Річна потужність підприємства OpaL становить 1100 тисяч тонн етилену та 400 тисяч тонн пропілену на рік. Вони спрямовуються на споруджені в комплексі з піролізним виробництвом лінії полімеризації, здатні випускати 1060 тисяч тонн поліетилену та 340 тисяч тонн поліпропілену. Оскільки крекінг-установка споживає достатньо важку (як для нафтохімії) сировину, окрім щойно зазначених двох олефінів, вона також запроектована на випуск 95 тисяч тонн бутадієну та 135 (за іншими даними — 270) тисяч тонн бензолу. Крім того, побічними продуктами є 165 тисяч тонн піролізного бензину (PyGas, pyrolysis gasoline — високооктанова суміш, що зазвичай використовується як присадка до пального) та 70 тисяч тонн вуглецю (Carbon Black Feed Stock).
Частина етилену споживається для димеризації в 1-бутен (використовується самим комплексом як ко-полімер під час випуску поліетилену). Потужність цього виробництва складає 35 тисяч тонн на рік.
Енергетичні потреби майданчику забезпечує власна ТЕЦ.